# 中国电子信息产业集团
中国电子信息产业集团有限公司，简称中国电子、中电集团，是中华人民共和国的一家主要从事计算产业、集成电路、网络安全、数据应用、高新电子等重点业务的特大型中央企业。

## 历史
成立于1989年5月，以中华人民共和国电子工业部所属企业为基础组建而成，是中华人民共和国国务院授权国务院国有资产监督管理委员会管理的中央企业。
2005年8月，重组整合中国长城计算机集团公司。2007年，重组整合熊猫电子集团等7家南京企业。2009年，并购冠捷科技有限公司、晶门科技有限公司。2010年，重组整合中国振华电子集团公司。2012年，重组整合成都锦江电器制造有限公司。2012年底，彩虹集团公司整体并入。目前中国电子拥有全资及控股二级企业20家，控股上市公司14家。
公司从2011年起连续8年进入《财富》世界500强榜单，2017年以300.1亿美元营业收入排名第362位，2018年以319.9亿美元营业收入排名第369位。
2021年12月，中国电子集团总部由北京迁至广东深圳南山区，以中电长城大厦A座为临时总部，并将于深圳湾超级总部区建设长期总部大楼。

## 组织架构

### 直属（控股）企业
- 南京中电熊猫信息产业集团有限公司
- 冠捷科技股份有限公司
- 中国电子财务有限责任公司
- 中国中电国际信息服务有限公司
- 彩虹集团有限公司
- 中国电子进出口有限公司
- 中国长城科技集团股份有限公司
- 中国振华电子集团有限公司
- 深圳长城开发科技股份有限公司
- 华大半导体有限公司
- 中国电子系统技术有限公司
- 中国软件与技术服务股份有限公司
- 上海浦东软件园股份有限公司
- 中国瑞达投资发展集团公司
- 成都中电锦江信息产业有限公司
- 中国信息安全研究院有限公司
- 中国电子信息产业集团有限公司第六研究所
- 中电长城网际系统应用有限公司
- 中电数据服务有限公司
- 中电智能卡有限责任公司

### 控股上市公司
- 上海贝岭股份有限公司
- 深圳市桑达实业股份有限公司
- 深圳长城开发科技股份有限公司
- 中国长城科技集团股份有限公司
- 南京华东电子信息科技股份有限公司
- 南京熊猫电子股份有限公司
- 中国振华（集团）科技股份有限公司
- 彩虹显示器件股份有限公司
- 中国软件与技术服务股份有限公司
- 中电光谷联合控股有限公司
- 晶门科技有限公司
- 中国电子华大科技有限公司
- 冠捷科技有限公司
- 彩虹集团新能源股份有限公司